# Marco Musienko
Marco Musienko (* 29. Mai 1977 in Steinfurt) ist ein deutscher Regisseur und Autor.

## Leben
Musienko ist als Regisseur seit 2005 unter anderem für Show-Formate wie die Schillerstraße, Genial daneben, Frei Schnauze XXL und die heute-show mitverantwortlich. 
Unter seiner Regie entstanden die ersten vier Staffeln Switch reloaded und seit 2011 die Sketchcomedy Knallerfrauen, für die er zusammen mit Martina Hill und Elmar Freels auch das Headwriting übernahm.
Marco Musienko lebt in Köln und ist auch als Werberegisseur tätig.

## Filmografie

### TV (Auszug)
- 2018: Die Martina Hill Show (Sat.1); Produktion: Redseven Entertainment
- 2015: Knallerfrauen – Staffel 4 (Sat.1); Produktion: Prime Productions
- 2013: Knallerfrauen – Staffel 3 (Sat.1); Produktion: Prime Productions
- 2013: Die Goldene Kamera – Show-Einspieler (ZDF); Produktion: Schwarzkopff TV
- 2013: heute-show – (ZDF); Produktion: Prime Productions
- 2012: Knallerfrauen – Staffel 2 (Sat.1); Produktion: Prime Productions
- 2012: heute-show – (ZDF); Produktion: Prime Productions
- 2012: Deutscher Fernsehpreis – Show-Einspieler (ZDF); Produktion: Kimmig Entertainment
- 2012: Sesamstraße – Die Geburtstagsgala (NDR); Produktion: Studio Hamburg
- 2011: Knallerfrauen – Staffel 1 (Sat.1); Produktion: Prime Productions
- 2011: heute-show – (ZDF); Produktion: Prime Productions
- 2011: Leute Leute – (ZDF); Produktion: Prime Productions
- 2011: Die Bülent Ceylan Show – Show-Einspieler (RTL); Produktion: Brainpool
- 2010: Der große Comedy Adventskalender – Show-Einspieler (RTL); Produktion: Constantin Entertainment
- 2010: Cindy und die jungen Wilden – Show-Einspieler (RTL); Produktion: Brainpool
- 2010: heute-show – (ZDF); Produktion: Prime Productions
- 2009: Der große Comedy Adventskalender – Show-Einspieler (RTL); Produktion: Constantin Entertainment
- 2009: Dieter Nuhr – Nuhr die Wahrheit (DVD-Aufzeichnung) (ZDF); Produktion: hurricane
- 2009: Switch reloaded – Staffel 4 (ProSieben); Produktion: hurricane
- 2008: Switch reloaded – Staffel 3 (ProSieben); Produktion: hurricane
- 2007: Switch reloaded – Staffel 2 (ProSieben); Produktion: hurricane
- 2007: Dieter Nuhr – Wer’s glaubt, wird selig (Sat.1); Produktion: hurricane
- 2006: Switch reloaded – Staffel 1 (ProSieben); Produktion: hurricane
- 2005–2008: Genial daneben (Sat.1); Produktion: hurricane
- 2006–2009: Schillerstraße (Sat.1); Produktion: hurricane
- 2005–2006: Frei Schnauze XXL (Sat.1); Produktion: hurricane

## Auszeichnungen
- 2012
  - Deutscher Fernsehpreis für Knallerfrauen (Beste Comedy)
  - Deutscher Comedypreis für Knallerfrauen (Beste Sketchcomedy)
  - Deutscher Comedypreis für die heute-show (Beste Comedyshow)
- 2011
  - Deutscher Comedypreis für die heute-show (Beste Comedyshow)
- 2008
  - Deutscher Fernsehpreis für Switch reloaded (Beste Comedy)
  - Deutscher Comedypreis für Switch reloaded (Beste Sketchcomedy)
- 2007
  - Deutscher Comedypreis für Switch reloaded (Beste Sketchcomedy)
  - Deutscher Comedypreis für Frei Schnauze XXL (Beste Comedyshow)